# Mus (gioco di carte)
Il mus è un gioco di carte giocato in appositi club o circoli (detti peñas in spagnolo) in modo ampio in Spagna e nei paesi dell'America ispanofona e, in maniera minore, anche in alcune regioni meridionali della Francia.

## Etimologia
Il primo riferimento di questo gioco risale al 1745 da parte del gesuita e filologo basco Manuel Larramendi.
L'origine della parola mus tuttavia è assai incerta. Si pensa che derivi dal basco musu (bacio) richiamando le espressioni facciali fatte durante la partita, oppure dal francese mouche (volare) o dal latino musso, termine detto talvolta ad inizio partita per invitare a fare silenzio.

## Come giocare

### Occorrente
Il mus si gioca in senso antiorario con un mazzo di carte spagnole e in 4 giocatori, divisi in due squadre composte da due giocatori ciascuna.
Il valore delle carte è uguale a quello applicato nella scopa, eccetto nella fase di juego quando qualsiasi carta con figure vale 10 punti. 
La partita è divisa in diversi round/set, chiamati vacas . Ad esempio se si decide di giocare al meglio di 5 vacas, la squadra che ne ha vinti 3 è la vincitrice. 

### Caratteristiche
Il gioco si compone di 4 fasi:
- Grande (grande): si giocano combinazioni di carte con valore alto;
- Chica (piccola): si giocano combinazioni di carte basse;
- Pares (coppie): si giocano coppie di carte uguali e più alte possibili;
- Juego (gioco): si giocano carte, il cui valore complessivo sia superiore a 31.